# Robert Hildebrand
Robert Hildebrand (* 22. Mai 1830 in Köslin; † 11. September 1896 ebenda) war Jurist und Mitglied des Deutschen Reichstags.

## Leben
Hildebrand besuchte Schule und Gymnasium in Köslin, studierte Rechtswissenschaften an den Universitäten Berlin und Bonn. Während seines Studiums wurde er 1847 Mitglied der Burschenschaft Teutonia Berlin und 1848 der Bonner Burschenschaft Frankonia. Er war später Landgerichtsrat. Von 1873 bis 1879 war er Mitglied des Preußischen Abgeordnetenhauses und von 1887 bis 1890 war er fraktionsloses Mitglied des Deutschen Reichstags für den Wahlkreis Regierungsbezirk Köslin 3 (Köslin – Kolberg-Körlin – Bublitz).